# Jean-Pierre Jeunet
Jean-Pierre Jeunet (Roanne, 3 september 1953) is een Franse filmregisseur.
Bij een aantal films, zoals Delicatessen en La cité des enfants perdus. werkte hij samen met Marc Caro. Hij werd aangesteld om de Hollywoodfilm Alien: Resurrection te draaien, maar die film werd te licht bevonden door de recensenten. Jeunet zelf zei dat hij te veel gehinderd werd door de filmbonzen. De film zorgde wel voor de financiën van zijn bekendste werk: Le fabuleux destin d'Amélie Poulain. Deze (bescheiden) film groeide boven Jeunets verwachtingen uit tot een internationale hit.
Jeunet maakt vaak gebruik van dezelfde acteurs. Audrey Tautou speelde bijvoorbeeld in zowel Le fabuleux destin d'Amélie Poulain als Un long dimanche de fiançailles, en Dominique Pinon heeft in alle films van Jeunet een rol.

## Filmografie
- Delicatessen (1991)
- La cité des enfants perdus (1995)
- Alien: Resurrection (1997)
- Le fabuleux destin d'Amélie Poulain (2001)
- Un long dimanche de fiançailles (2004)
- Micmacs à tire-larigot (2009)
- The Young and Prodigious T.S. Spivet (2013)
- Bigbug (2022)

- Bibsys: 98063187
- Biblioteca Nacional de España: XX980661
- Bibliothèque nationale de France: cb126149782 (data)
- Catàleg d'autoritats de noms i títols de Catalunya: 981058524768906706
- CiNii: DA13703014
- Gemeinsame Normdatei: 124120849
- International Standard Name Identifier: 0000 0003 7411 2833
- Library of Congress Control Number: nr98036966
- Nationale Bibliotheek van Letland: 000351347
- Bibliotheek van het Japanse parlement: 00867508
- Nationale Bibliotheek van Tsjechië: xx0029996
- Nationale bibliotheek van Australië: 35296221
- Nationale Bibliotheek van Israël: 987007431889705171
- Nationale Bibliotheek van Polen: a0000001648190
- Nederlandse Thesaurus van Auteursnamen: 100805302
- Réseau des bibliothèques de Suisse occidentale: 02-A024926846
- Istituto Centrale per il Catalogo Unico: UBOV038047
- SNAC: w6mn0s3t
- Système universitaire de documentation: 066909775
- Trove: 901684
- Union List of Artist Names: 500250820
- Virtual International Authority File: 74776865
- WorldCat: E39PBJxRyGTThhFQDhJ48MRBT3